# Theresa Russo
Theresa Russo is een personage uit Wizards of Waverly Place, vertolkt door Maria Canals Barrera.
Theresa is van Mexicaanse oorsprong. Ze is getrouwd met Jerry Russo. Samen hebben ze 3 kinderen: Justin Russo, Alex Russo en Max Russo. Haar broer is Ernesto Larkin en Kelbo Russo is haar zwager. Theresa heeft geen magische krachten en vindt dat de kinderen zich als normale mensen moeten leren gedragen, zonder magie.

## Familie
| Naam           | Relatie   | Opmerking              |
| -------------- | --------- | ---------------------- |
| Jerry Russo    | Man       | is eigenlijk Italiaans |
| Max Russo      | Zoon      |                        |
| Alex Russo     | Dochter   |                        |
| Justin Russo   | Zoon      |                        |
| Kelbo Russo    | Zwager    |                        |
| Megan Russo    | Schoonzus |                        |
| Trevor Russo   | Neef      |                        |
| Graeme Russo   | Neef      |                        |
| Ernesto Larkin | Broer     |                        |
| Kim Russo      | Nicht     |                        |